# Мерл сірий
Мерл сірий (Lamprotornis fischeri) — вид горобцеподібних птахів родини шпакових (Sturnidae). Мешкає в Східній Африці. Вид названий на честь німецького мандрівника і дослідника Густава Фішера.

## Опис
Довжина птаха становить 16-19 см, вага 46-51 г. Голова світло-сіра з попелястим відтінком, блискуча, обличчя чорнувато-буре. Потилиця, шия, верхня частина грудей і верхня частина тіла сірувато-коричневі. Крила коричнюваті, покривні пера крил мають бронзово-зелений відблиск. Нижня частина грудей, гузка і нижня сторона хвоста білі. Оперення має характерний відблиск, відтінок його змінюється від більш сірого до більш коричневого в залежності від кута падіння сонячних променів. Очі кремово-білі, дзьоб і лапи чорні. Молоді птахи мають більш коричневе забарвлення, нижня частина тіла у них більш охриста, очі карі.

## Поширення і екологія
Сірі мерли мешкають на півдні Ефіопії, в Сомалі, Кенії і північно-східній Танзанії. Вони живуть в сухих саванах і чагарникових заростях та на сухих луках, місцями порослих дереваии і чагарниками. Зустрічаються парами або невеликими зграйками, переважно на висоті до 1400 м над рівнем моря, місцями на висоті до 1900 м над рівнем моря. Іноді формують зграї до 40 птахів або приєднуються до змішаних зграй птахів. Живляться термітами, жуками та іншими комахами, а також черв'яками, яких шукають на землі, іноді також плодами. Сезон розмноження у сірих мерлів триває переважно з березня по червень, в Кенії двічі на рік — у квітні-травні і у вересні-листопаді. Гніздо закрите з бічним входом, розміщується на дереві, на висоті 2-2,5 м над землею. В кладці 3-6 блакитнуватих яєць, поцяткованих темними плямками. Сірим мерлами притаманний колекимвний догляд за пташенятами.  